# Zornița, Burgas
Zornița (în bulgară Зорница) este un sat în Obștina Sredeț, Regiunea Burgas, Bulgaria.

## Demografie
Componența etnică a satului Zornița
     Bulgari (96,68%)
     Turci (1,65%)
     Romi (1,65%)
     Nicio identificare (0%)
La recensământul din 2011, populația satului Zornița era de 362 locuitori. Din punct de vedere etnic, majoritatea locuitorilor (96,68%) erau bulgari, existând și minorități de turci (1,65%) și romi (1,65%). Pentru 0,0% din locuitori nu este cunoscută apartenența etnică.